# Keltiade
Die Keltiade (auch: Keltia-Zyklus) ist eine achtbändige Fantasyreihe der US-amerikanischen Autorin Patricia Kennealy-Morrison. In ihr wird die Geschichte eines keltischen Sternenreiches beschrieben, welches von keltischen Auswanderern der Erde im 5. Jahrhundert begründet wurde. Die einzelnen Bücher spielen in verschiedenen Zeitebenen und weisen sowohl Elemente der keltischen Mythologie wie auch der Science-Fiction und Fantasy auf.

## Geschichtlicher Hintergrund der Keltiade
Die keltischen Völker der Erde sind Nachfahren der Danäer, die, in der Vorzeit von einer fernen untergehenden Welt kommend, die Erde besiedelten. Dort gründeten sie Atlantis und weitere Kolonien. Ihre Nachkommen teilten sich in zwei miteinander verfeindeten Gruppen auf, die Kelten und die Telchinen. Die kriegerischen Auseinandersetzungen endeten mit der Zerstörung von Atlantis durch die Anwendung schwarzer Magie. Aus den verstreuten Nachfahren der Danäer gingen die Kelten hervor, die sich in den Ländern westlich von Atlantis niederließen.
Mit dem Einzug des Christentums sowie dem Rückgang der Magie im 5. Jahrhundert verschlechterten sich ihre Lebensbedingungen. Unter der Leitung von Brendan, halb menschlicher halb göttlicher Herkunft, begann eine Emigration keltischer Völker. Mit Hilfe überlieferter danäischer Technologie wurden Raumschiffe gebaut und keltische Auswanderer verließen ab dem Erdenjahr 453 die Erde. Drei Jahre später gründeten sie das keltische Sternenreich mit der Thronwelt Tara als Mittelpunkt. Die keltische Zivilisation wird von einem Ard-Righ oder einer Ard-Rian regiert und baut auf einem Feudalsystem auf. Keltische Götter, die Sidhe sowie weitere mythologische Wesen sind ebenfalls Bewohner der keltischen Welten. Die Nachkommen der Telchinen, die Koranier, sind ebenfalls in den Weltraum ausgewandert und haben dort ein den keltischen Systemen benachbartes Imperium aufgebaut.

## Publikationen
Die bisher publizierten Bände der Keltiade lassen sich in drei Gruppen unterteilen. Die ersten drei Bände drehen sich um Aeron, der Ard-Rian von Keltia. Während ihrer Regierungszeit kommt es im Erdenjahr 3512 zum Kontakt mit einem Raumschiff der Erde und infolgedessen zum Kampf gegen die Koranier. Band vier bis sechs wird aus der Perspektive des Barden Taliesin erzählt und greift die Sagenhandlung rund um Artus auf. Die letzten beiden Bände sind Einzelgeschichten aus der Frühzeit des keltischen Imperiums beziehungsweise beschreiben den Auszug der Kelten im 5. Jahrhundert unter Brendan.
- 1984: The Copper Crown (1987: Die Kupferkrone, auch: Die dreizehn Schätze von Keltia)
- 1986: The Throne of Scone (1989: Der Thron von Scone)
- 1988: The Silver Branch (1991: Der Silberzweig)
- 1991: The Hawk's Gray Feather (1991: Des Falken graue Feder)
- 1994: The Oak Above the Kings (1998: Die Königseiche)
- 1996: The Hedge of Mist (Die Nebelhecke)
- 1997: The Tale of Athyn (1999: Schwarzmantel)
- 1999: The Deer's Cry  (noch nicht in Deutsch erschienen)
- angekündigt: The Beltane Queen

Die englischen Originalausgaben erschienen zuerst als Hardcover, später auch als Paperback bei HarperCollins. In Deutschland erschienen die einzelnen Bände als Taschenbücher in der Heyne Science Fiction & Fantasy-Reihe unter dem Herausgeber Wolfgang Jeschke.